# Héctor Penayo
Héctor Penayo (* Asunción, Paraguay, 29 de septiembre de 1990) es un jugador paraguayo nacionalizado ecuatoriano que juega de delantero en Atlético Porteño de la Serie B de Ecuador.

## Clubes
| Club                    | País     | Año         |
| ----------------------- | -------- | ----------- |
| Caacupé FBC             | Paraguay | 2007 - 2008 |
| Independiente del Valle | Ecuador  | 2009        |
| U.T.Cotopaxi            | Ecuador  | 2010-2011   |
| River Ecuador           | Ecuador  | 2012        |
| U.T.Cotopaxi            | Ecuador  | 2013        |
| Caacupé FBC             | Paraguay | 2014        |
| Técnico Universitario   | Ecuador  | 2015        |
| Macará                  | Ecuador  | 2016 - 2017 |
| Fuerza Amarilla         | Ecuador  | 2018 - 2019 |
| Atlético Porteño        | Ecuador  | 2019        |
| Chacaritas FC           | Ecuador  | 2020        |

## Palmarés

### Campeonatos nacionales
| Título             | Club                    | País    | Año  |
| ------------------ | ----------------------- | ------- | ---- |
| Serie B de Ecuador | Independiente del Valle | Ecuador | 2009 |
| Serie B de Ecuador | Macará                  | Ecuador | 2016 |